# دبورا هارکنز
دبورا هارکنز (انگلیسی: Deborah Harkness؛ زادهٔ ۵ آوریل ۱۹۶۵) تاریخ‌نگار، رمان‌نویس، و نویسنده اهل ایالات متحده آمریکا است. وی همچنین برندهٔ جوایزی همچون کمک‌هزینه گوگنهایم شده‌است. اثر مشهور این نویسنده و محقق، سه‌گانه‌ای است در قالب خیال‌پردازیِ تاریخی با عنوان تمام ارواح که عناوین این مجموعه به ترتیب عبارت هستند از کشف جادوگران، سایه شب و کتاب زندگی.